# Tiếng Maasai
Tiếng Maasai (Masai) hay tiếng Maa (tên tự gọi: ɔl Maa) là một ngôn ngữ Đông Nin nói ở miền Nam Kenya và Bắc Tanzania bởi người Maasai, dân số khoảng 800.000. Nó liên quan chặt chẽ với các ngôn ngữ Maa khác: tiếng Samburu (hay Sampur), ngôn ngữ của người Samburu ở miền trung Kenya, tiếng Chamus, nói ở nam và đông nam của Hồ Baringo (đôi khi được coi là một phương ngữ của tiếng Samburu) và Parakuyu của Tanzania. Các dân tộc Maasai, Samburu, il-Chamus và Parakuyu có liên quan trong lịch sử và tất cả đều gọi ngôn ngữ của họ là ɔl Maa. Nói một cách chính xác, "Maa" dùng để chỉ ngôn ngữ và văn hóa, còn "Maasai" dùng để chỉ những người "nói tiếng Maa".
Người Maasai từ khu vực phía Đông của lục địa châu Phi, được tránh khỏi sự Tây phương hóa rộng rãi về nông nghiệp và thuộc địa vì họ sống ở khu vực hoang mạc là chủ yếu. Bởi vì người Maasai đã chống lại các hình thức thực dân hoá và bành trướng của phương Tây, hệ thống liên lạc và trao đổi của họ chủ yếu xoay quanh buôn bán trong bộ lạc. Do đó, ngôn ngữ nói không chỉ là phương tiện liên lạc quan trọng nhất của người Maasai mà còn là một trong những cách duy nhất để người Maasai có thể tiếp tục phát triển theo cách sống bộ lạc truyền thống của họ.

## Âm vị học
Dạng ail Maa của tiếng Maasai được nói ở miền nam Kenya và Tanzania phân biệt 30 âm vị, có thể được biểu thị và sắp xếp theo thứ tự abc như sau: a, b, ch (một biến thể của sh), d, e, ɛ, g, h, i, ɨ, j, k, l, m, n, ny, n, o, ɔ, p, r, rr, s, sh (với biến thể ch), t, u, ʉ, w, wu (hoặc ww), y, yi (hoặc yy) và âm tắc thanh hầu (hoặc ʔ).
Thanh điệu là thứ cực kỳ quan trọng để truyền đạt chính xác ý nghĩa trong tiếng Maasai.